# Gnaeus Cornelius Dolabella (Verwandter Galbas)
Gnaeus Cornelius Dolabella († 69) war ein Römer aus patrizischer Familie, der im 1. Jahrhundert n. Chr. lebte. Vermutlich war er ein Enkel des Konsuls des Jahres 10 n. Chr., Publius Cornelius Dolabella.
Im Jahr 69 geriet Dolabella in die Wirren des Vierkaiserjahres nach dem Ende der julisch-claudischen Dynastie. Er war der letzte männliche Verwandte des Kaisers Galba und damit, wie dessen Vertrauter Marcus Salvius Otho, ein potentieller Kandidat als Nachfolger Galbas. Galba entschied sich jedoch gegen die Adoption dieser beiden und wählte Piso Licinianus als Erben aus.
Nach der Usurpation Othos und dem Mord an Galba ließ Otho als neuer Kaiser Dolabella nach Aquinum verbannen.
Als Dolabella nach dem Tod Othos Aquinum verließ, beschuldigte man ihn, eigene Ambitionen auf das Kaisertum zu haben. Der neue Kaiser Vitellius ordnete vermutlich deswegen seine Hinrichtung an, die in Interamna stattfinden sollte. Allerdings wurde er bereits auf dem Weg dorthin erschlagen. Möglicherweise rächte Aulus Vitellius sich auch an seiner ersten Ehefrau Petronia, mit deren Trennung Vitellius zu kämpfen hatte. Dolabellas Ehefrau war nämlich Petronia, die in erster Ehe mit Vitellius verheiratet gewesen war. Der Sohn von Dolabella und Petronia, Servius Cornelius Dolabella Petronianus, war Konsul im Jahr 86.